# 柳井祥緒
柳井 祥緒（やない さちお、1979年11月17日 - ）は、日本の劇作家・脚本家。東京都出身。

## 来歴
2001年に劇団『演劇企画ミルク寺』を旗揚げし、2009年の解散まで座付き作家として脚本・演出を手掛ける。その後2010年に、北川義彦らと共に『十七戦地』を旗揚げ。第1回公演として制作された『花と魚』は、第17回日本劇作家協会新人戯曲賞を受賞した。
演劇のほか、映像作品への脚本提供も行っており、協同組合日本シナリオ作家協会での講座受講時の講師であり、『アザミ嬢のララバイ』にメインライターで参加していた小林弘利の誘いで『ウルトラマンX』の脚本チームに参加。以来、ウルトラシリーズへ継続的に脚本の執筆を行っている（『ウルトラマンZ』以降の作品を除く）。

## 作品

### 舞台
- 演劇企画ミルク寺公演
  - ピーターパンの冒涜
  - ピノキオの暴走
  - ボン太とボン子の冒険
  - クマ神父の朝食（2003年、ジェルスホール）
  - 北京ダックの遺産（2004年、萬劇場）
  - 眠り鼠の混沌（2004年、中野MOMO）
  - 空騒ぎ
  - 不肖ノ使徒タチ（2006年、劇場MOMO）
  - 美しい食卓（2006年、萬劇場）
  - ご近所公演 たまごをわる（2007年、桃園幼稚園）
  - メルカトル試論（2007年、劇場MOMO）
  - 永遠の花（2008年、シアターバビロンの流れのほとりにて）
- 十七戦地公演
  - 花と魚
    - 2011年 - シアター・バビロンの流れのほとりにて
    - 2013年 - 王子小劇場
    - 2014年 - 座・高円寺

  - 百年の雪（2012年、王子小劇場）
  - 艶やかな骨（2012年、Gallery LE DECO 4）
  - 獣のための倫理学（2013年、LIFT）
  - 眠る羊（2014年、LIFT）
  - ニホンオオカミはいなかった（2015年、小劇場 楽園）
  - タイムリーパー光源氏（2016年、Gallery&Spaceしあん）
- ロデオ★座★ヘヴン『幻書奇譚』（2014年、新宿眼科画廊）
- feblaboプロデュース『猫と洞窟と夏についての試論』（2015年、新宿シアター・ミラクル） - 脚本のみ
- BELGANAL『ヘルメスの媚薬』（2015年、新宿眼科画廊） - 脚本のみ
- ロデオ★座★ヘヴン『鈍色の水槽』（2016年、SPACE梟門）
- かはず書屋『Dの再審』（2016年）
- 三度目の思春期『いちご畑でつかまえて』（2016年、ギャラリーがらん西荻）
- BELGANAL 『裸火』（2016年、LiveBar DingDong） - 脚本のみ
- 髭亀鶴『大風呂敷』より「大怪獣」（2016年、王子小劇場）
- ロデオ★座★ヘヴン『ロデオ★座★ヘヴン』より「私家版 罪と罰」（2016年、スタジオ空洞）
- miel『やみ つき』より「ホレイシオの日記」（2016年、スタジオ空洞）
- ロデオ★座★ヘヴン『大帝の葬送』（2017年、王子小劇場）
- Alive a live『食レポの王様』（2017年、オーガニックバル なーりっしゅ） - 脚本のみ
- タテヨコ企画『戦争、買います』（2017年、SPACE梟門） - 脚本のみ
- 八時の芝居小屋製作委員会『鈍色の水槽』（2017年、盛岡劇場タウンホール） - 脚本のみ
- かはづ書屋『巨獣の定理』（2017年、SPACE梟門）
- 三度目の思春期『女ばかり』（2017年、東京おかっぱちゃんハウス）

### テレビドラマ
- アザミ嬢のララバイ 第8話「月ノホタル」（2010年）
- ウルトラマンX 第10話「怪獣は動かない」（2015年）
- ウルトラマンオーブ 第21話「青いリボンの少女」（2016年）
- ウルトラマンジード 第7話「サクリファイス」・第8話「運命を越えて行け」・第18話「夢を継ぐ者」（2017年）
- ウルトラマンR/B 第4話「光のウイニングボール」・第16話「この瞬間が絆」（2018年）
- ウルトラマンタイガ 第10話「夕映えの戦士」・第17話「ガーディアンエンジェル」・第22話「タッコングは謎だ」（2019年）

### テレビアニメ
- 将国のアルタイル 第19話「楽園の檻」・第22話「犬鷲の追撃」（2017年）
- ゴールデンカムイ 第5話「駆ける」（2018年）
- 虚構推理 第6話「合理的な虚構」・第9話「鋼人七瀬攻略議会」（2020年）

### イベント脚本
- スマートイルミネーションみどり『なかやま幻影横丁PART.2 宇宙からの使者「たてもののこしばい」』（2016年）

### その他
- 第21回日本劇作家協会新人戯曲賞 1次選考委員
- もりげき王2015 特別審査員
- 東北演劇見本市 in 盛岡 2016「東北・劇の陣」審査員
- ENBUゼミナール「水曜日の小劇場ワークショップ」講師